# Niklas
Nicklas, Nichlas, Niklas eller Niclas är ett mansnamn och en nordisk kortform av namnet Nikolaus som har grekisk härkomst. Nikolaus är bildat av orden Nike  - "seger", och laos - "folk". 
Äldsta svenska belägget för namnet Niklas finns på en runhäll i Vallentuna kommun, sannolikt från början av 1100-talet; RAÄ nr U347: "Livsten lät göra broarna till själabot för sig och sin hustru Ingerun och sina söner Jorund och Niklas och Luden". 
Efter att Nils blev ett vanligare namn bland allmogen kom Niklas att ta dess plats som populärt förnamn inom adeln. Namnet var ett modenamn i Sverige på 1960- och 1970-talen. 
Nicke är en kortform av Nicklas, Nikolas och Nikolaus.
Den 31 december 2005 fanns det totalt 43 109 personer folkbokförda i Sverige med namnet, varav 31 912 med det som tilltalsnamn/förstanamn.
År 2003 fick 384 pojkar namnet, varav 113 fick det som tilltalsnamn/förstanamn.
Ungefär en tredjedel stavar namnet med c.
Namnsdag i Sverige: 6 december (sedan 1986). I den finlandssvenska namnsdagslängden har Niklas namnsdag 6 december sedan 1950.

## Personer med namnet Niklas/Niclas
- Niclas Alexandersson, fotbollsspelare
- Nicholaus Arson, (egentligen Niklas Almqvist), gitarrist i The Hives
- Niklas Andersson, artist
- Nicklas Bäckström, ishockeyspelare
- Klaus Barbie, hette Nikolaus, tysk SS-general
- Niklas Bäckström, finländsk ishockeyspelare
- Niklas Edberger, låtskrivare
- Niklas Edin, curlingspelare
- Niklas Ek, dansör
- Niklas Ekdal, journalist
- Niklas Eriksson, ishockeyspelare, OS-guld 1994
- Niklas Falk, skådespelare
- Nichlas Falk, ishockeyspelare
- Niclas Fasth, golfspelare
- Niclas Fransson, skådespelare
- Niclas Frisk, musiker, sångare och gitarrist i Atomic Swing
- Niklas Hellberg, musiker
- Niklas Hjulström, skådespelare
- Niclas Hävelid, ishockeyspelare, OS-guld 2006
- Niklas Johansson, handbollsspelare
- Niklas Jonsson, längdskidåkare
- Niklas Karlsson, längdskidåkare
- Niklas Kronwall, ishockeyspelare, OS-guld 2006
- Niclas Kindvall, fotbollsspelare
- Niklas Krog, fantasyförfattare
- Niklas Källner, journalist, programledare och författare
- Niklas Robert Leffler, konstnär
- Nicklas Lidström, ishockeyspelare, OS-guld 2006
- Niklas Lindkvist, sångare och låtskrivare
- Niclas Lundkvist, författare
- Niklas Nordström, socialdemokratisk politiker
- Niklas Nyholm, musikalartist
- Niclas Olund, skådespelare
- Niklas Rockström, manusförfattare
- Niklas Rydén, kompositör, pedagog och filmare
- Niklas Rådström, författare
- Niklas Sahlgren, affärsman och direktör för Svenska Ostindiska Companiet
- Nicolas Sarkozy, fransk politiker, tidigare president
- Niklas Skoog, fotbollsspelare
- Niklas Stenemo, musiker och låtskrivare
- Niclas Sjöstedt, fotbollsspelare
- Niklas Strömstedt, artist
- Anton Niklas Sundberg, ärkebiskop, talman, ledamot av Svenska Akademien
- Niclas Wahlgren, artist, skådespelare och programledare
- Niklas Wallenlind, friidrottare
- Niklas Wikegård, ishockeyspelare, ishockeytränare och expertkommentator
- Niklas Wykman, politiker, ledare för Moderata ungdomsförbundet 2006-2010
- Niklas Zennström, IT-entreprenör

## Fiktiva figurer med namnet Niklas/Niclas
- Nicklas "Nicke" Danielsson, fiktiv figur i Bert-serien
- Niklas Melkersson, karaktär i Vi på Saltkråkan